# Indolestes guizhouensis
Indolestes guizhouensis is een libellensoort uit de familie van de pantserjuffers (Lestidae), onderorde juffers (Zygoptera).
De wetenschappelijke naam van de soort is voor het eerst geldig gepubliceerd in 2005 door Zhou & Zhou.